# Boschvelder

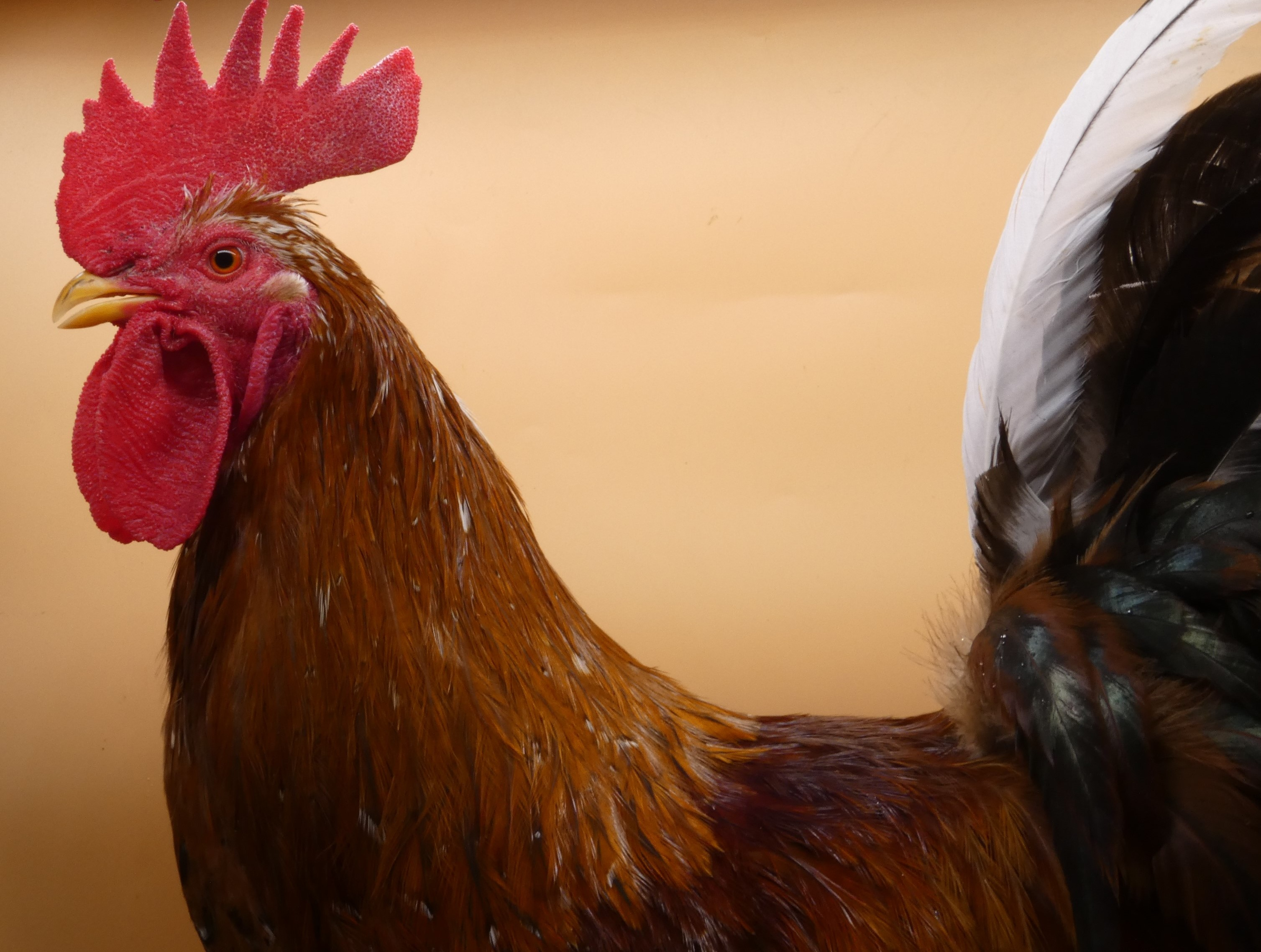
Volwassen haan, leeftijd 20 maanden

De Boschvelder is een kippenras uit zuidelijk Afrika. Het werd ontwikkeld door Mike Bosch in de tweede helft van de 20e eeuw. De rassen die gebruikt werden zijn de Venda (Zuid-Afrika), de Matabele (Zimbabwe) en de Ovambo (Namibië).

## Kenmerken

### Gewicht
Volwassen hanen bereiken een gewicht van ongeveer 3,5 kg, hennen 2,5 kg. De kuikens wegen bij het uitkomen gemiddeld 43 g. Op een leeftijd van 50 dagen wegen de hanen gemiddeld 780 g, de hennen gemiddeld 600 g.

### Uiterlijk
Tot op heden werd er geen standaard beschreven voor dit ras. De dieren hebben een overwegend rood verenkleed, met witte en zwarte bonttekening. De poten zijn geel. Kuikens kunnen zeer divers zijn qua kleur en tekening.

###### Kuikens

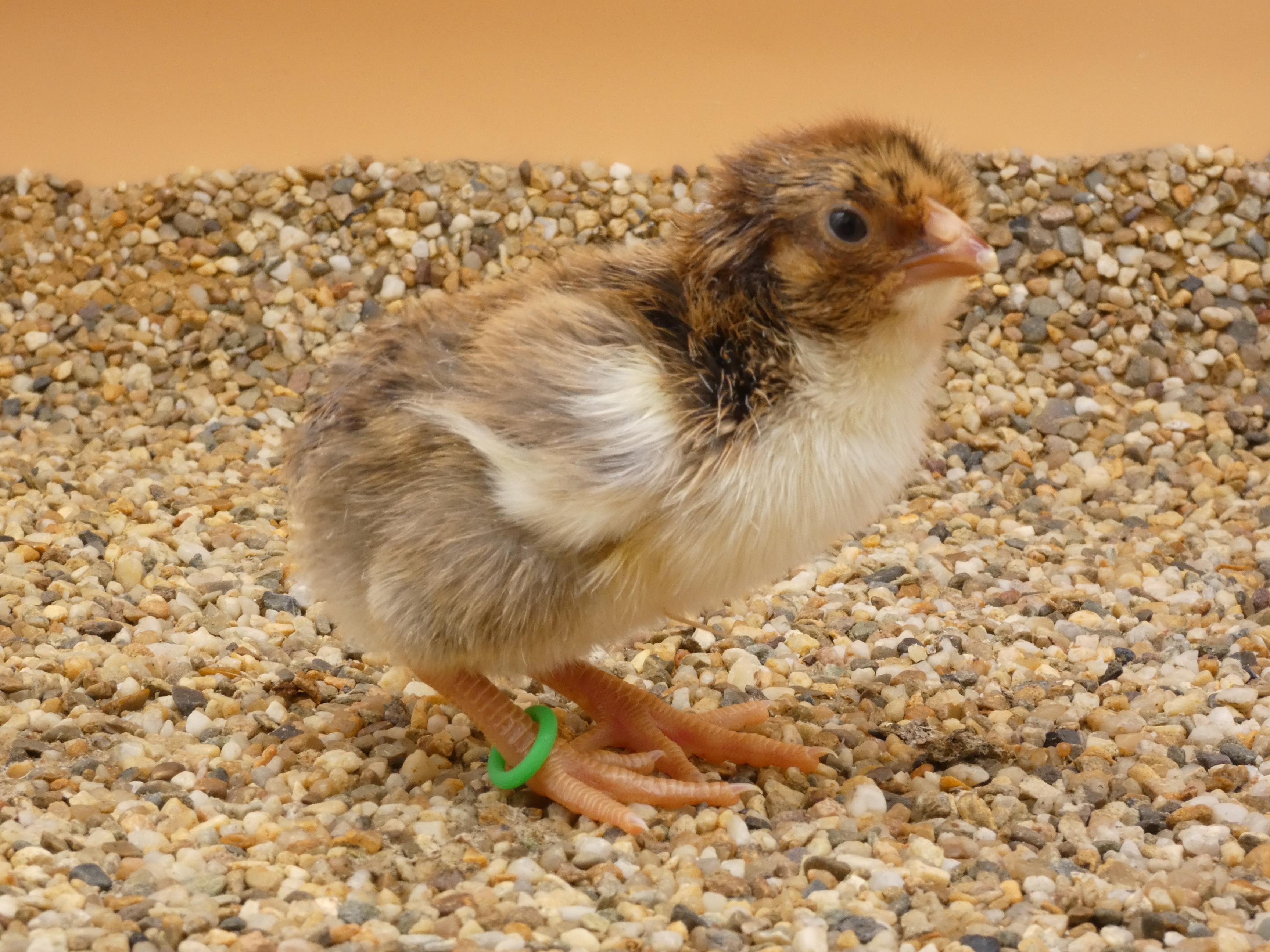
Donker kuiken
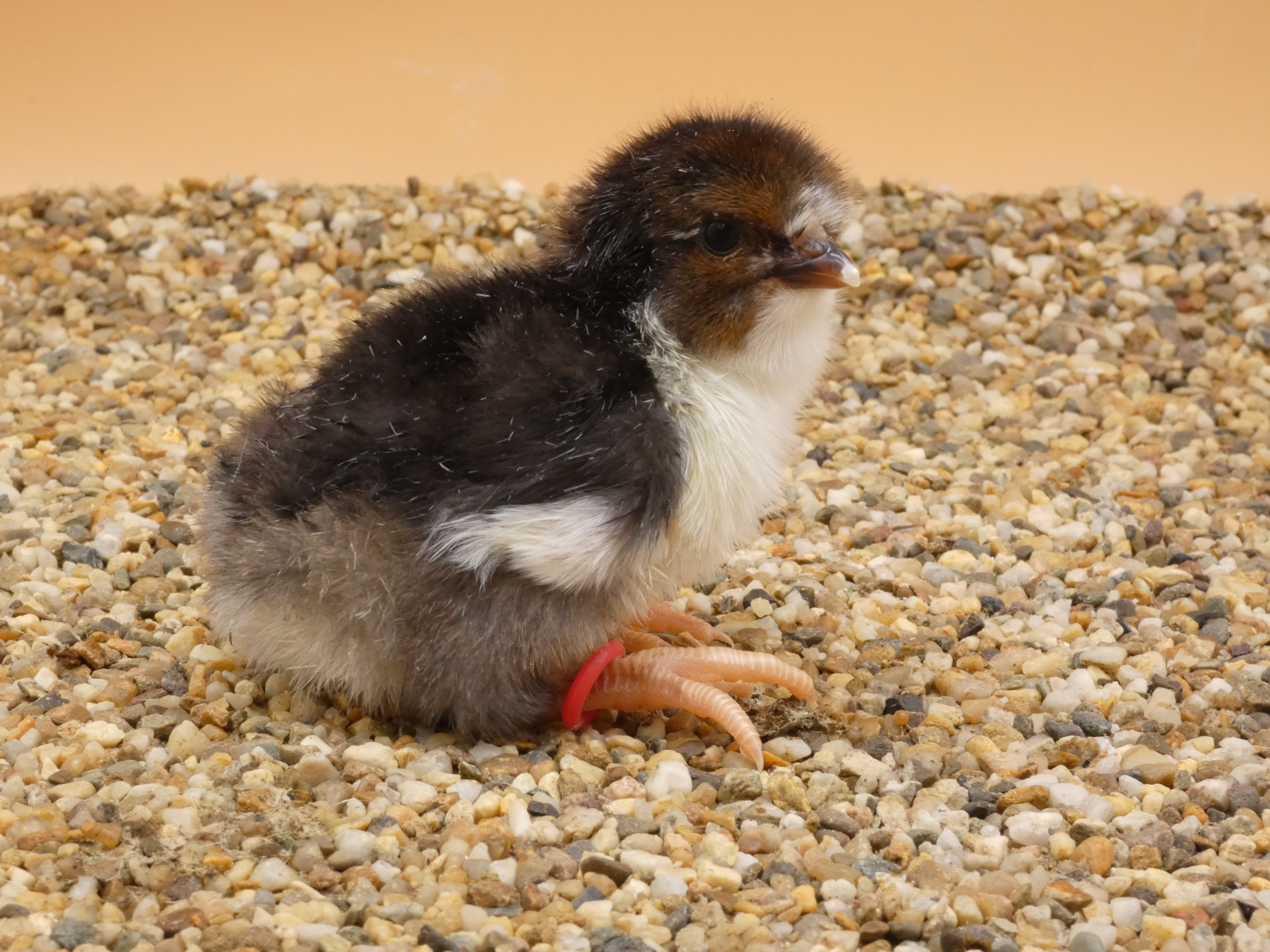
Driekleurig kuiken
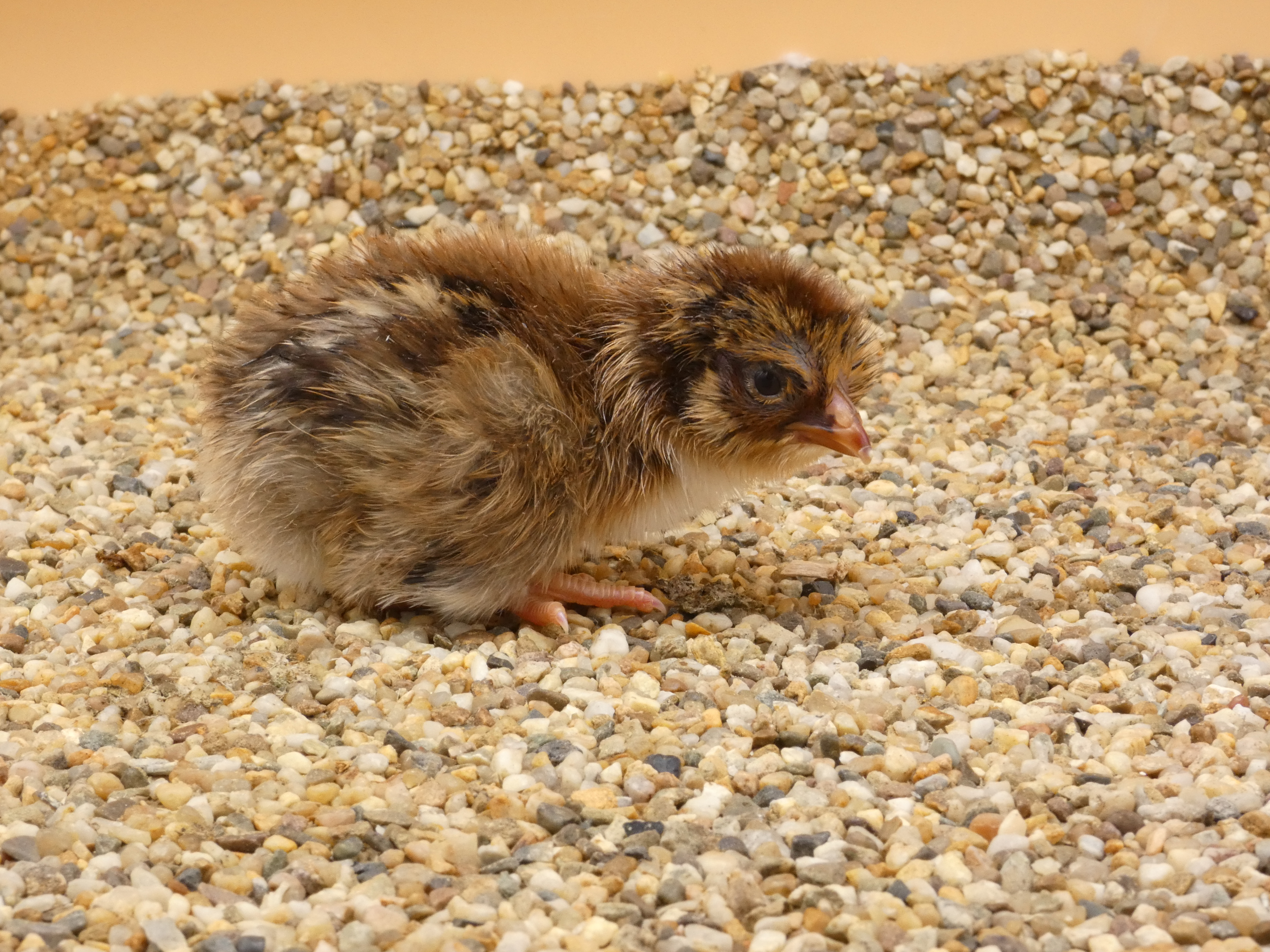
Donkerbruin getekend kuiken
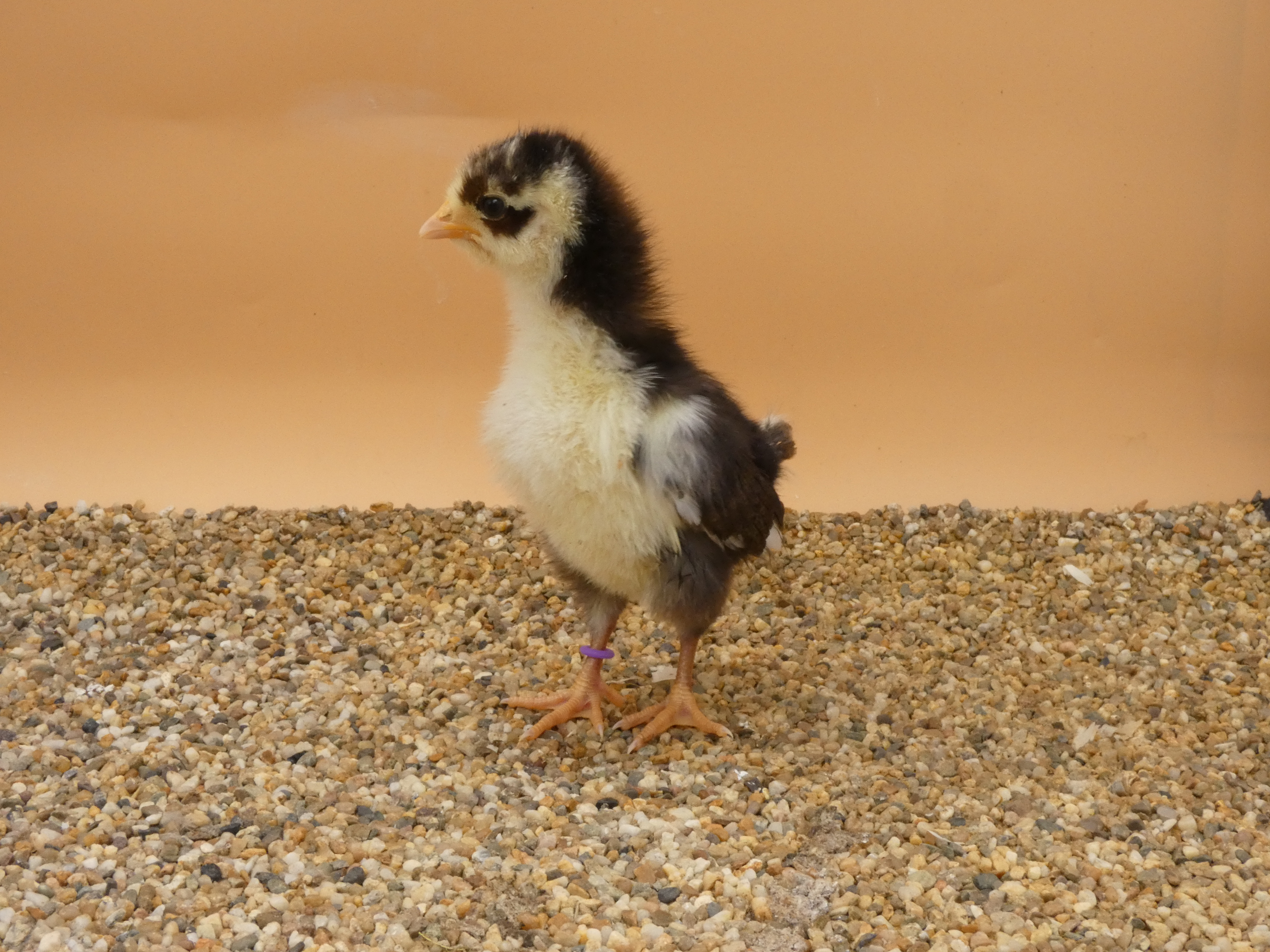
Zwart-wit kuiken

###### Tijdens de ontwikkeling doorgaan de kuikens een opvallende kleur- en tekeningverandering.

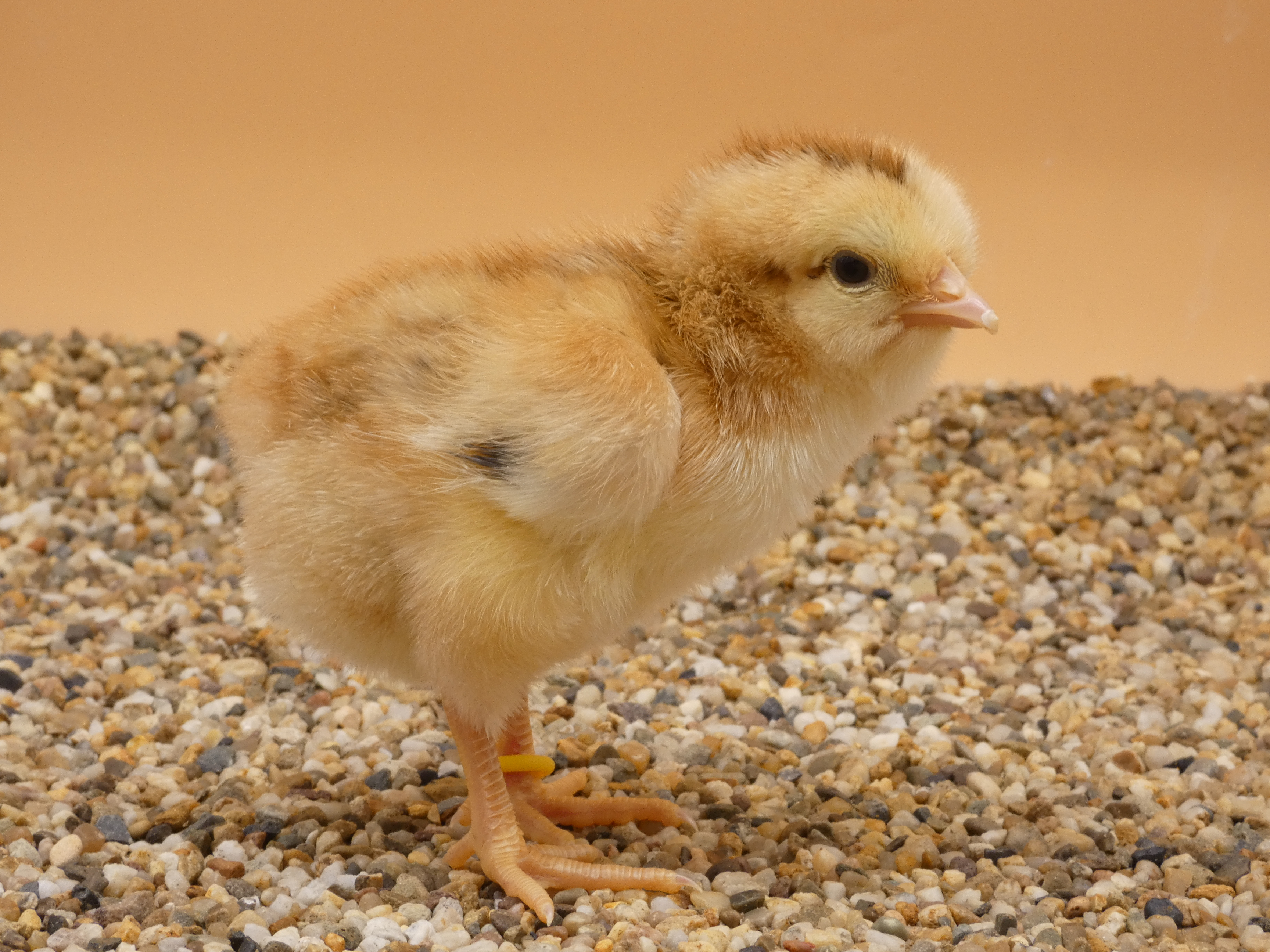
Blond kuiken,  dag 1
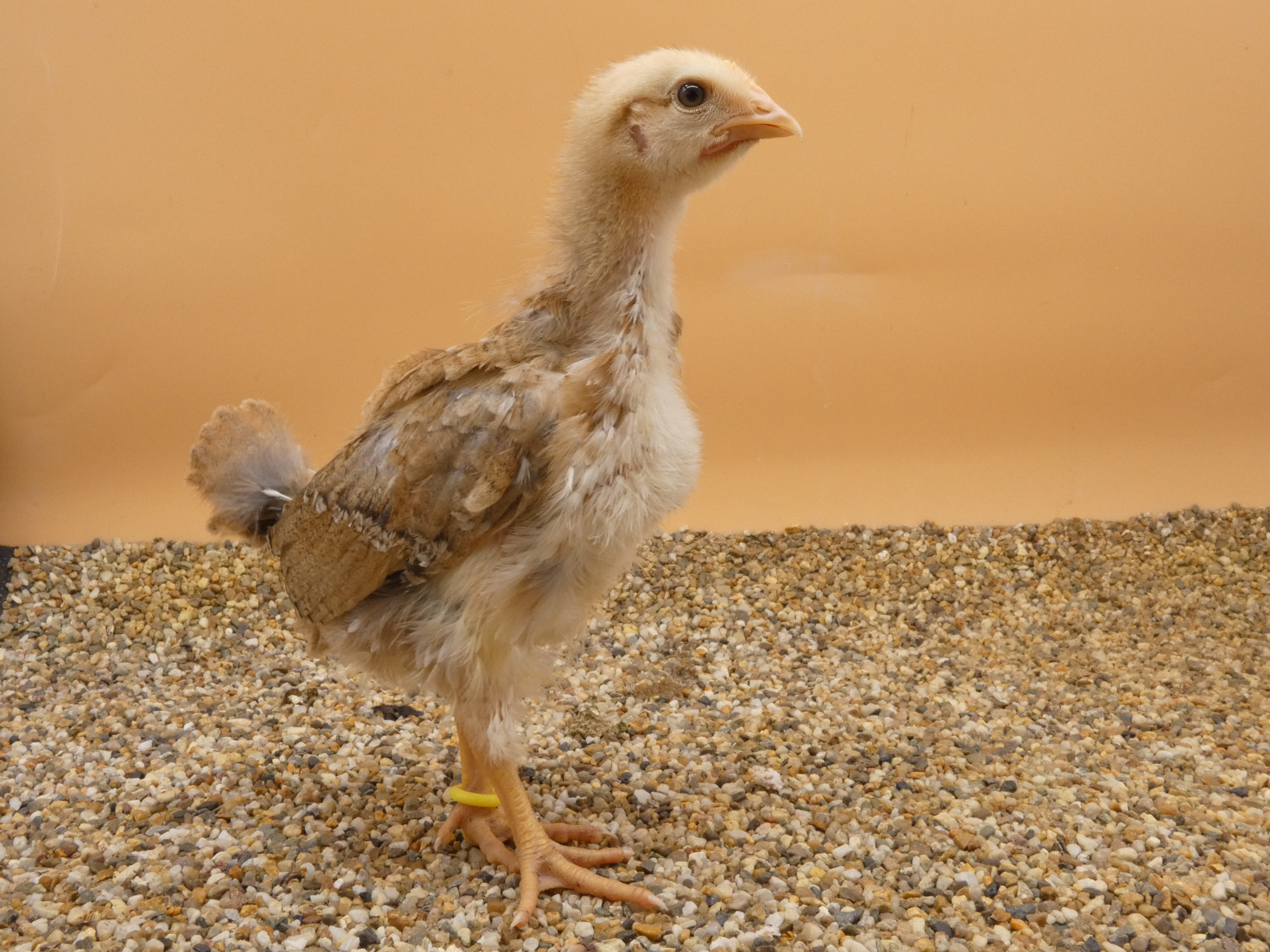
Blond kuiken,  dag 21
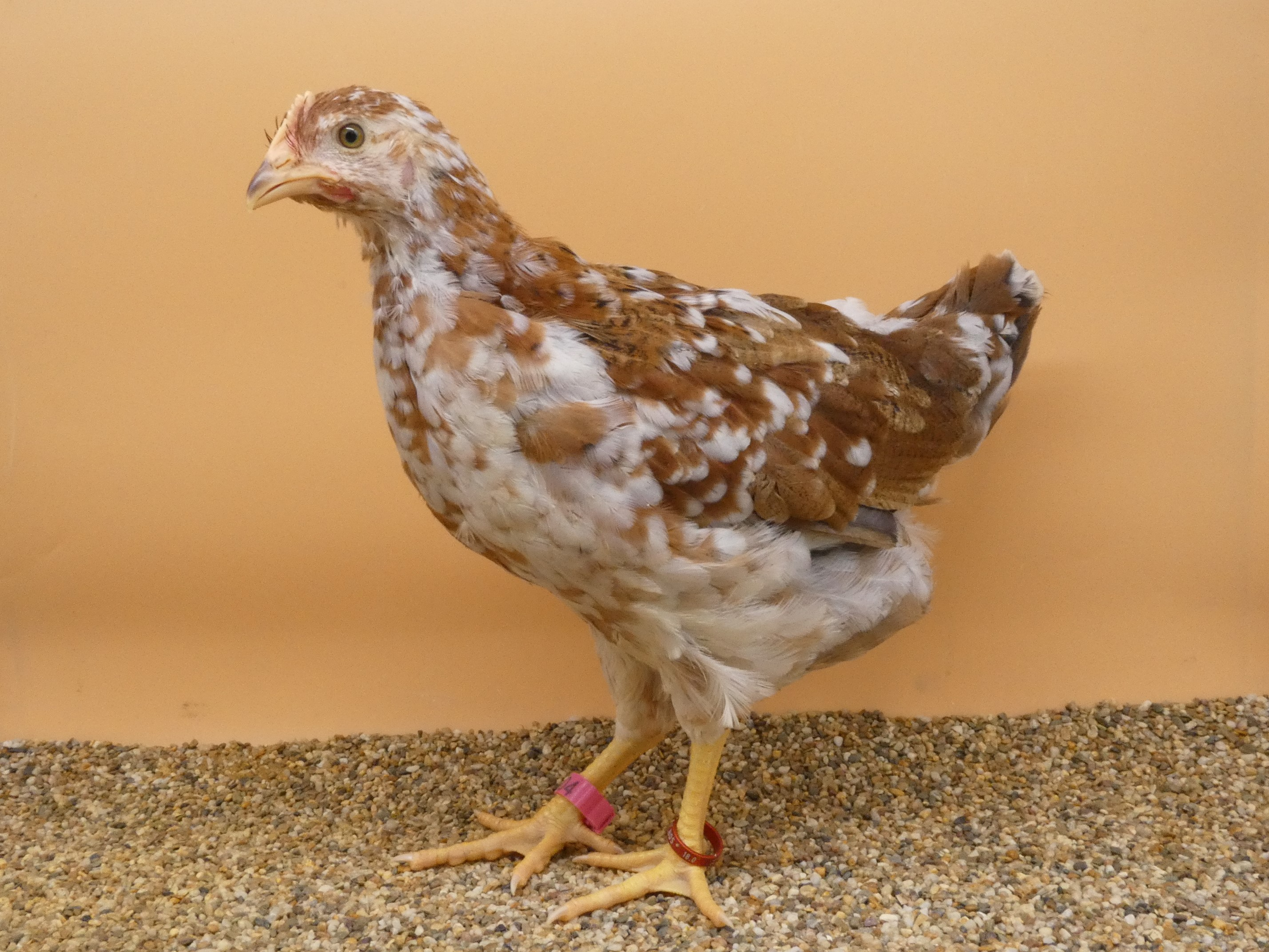
Blond kuiken,  dag 50 (hen)

###### Jonge hanen (leeftijd 4-5 maanden oud)

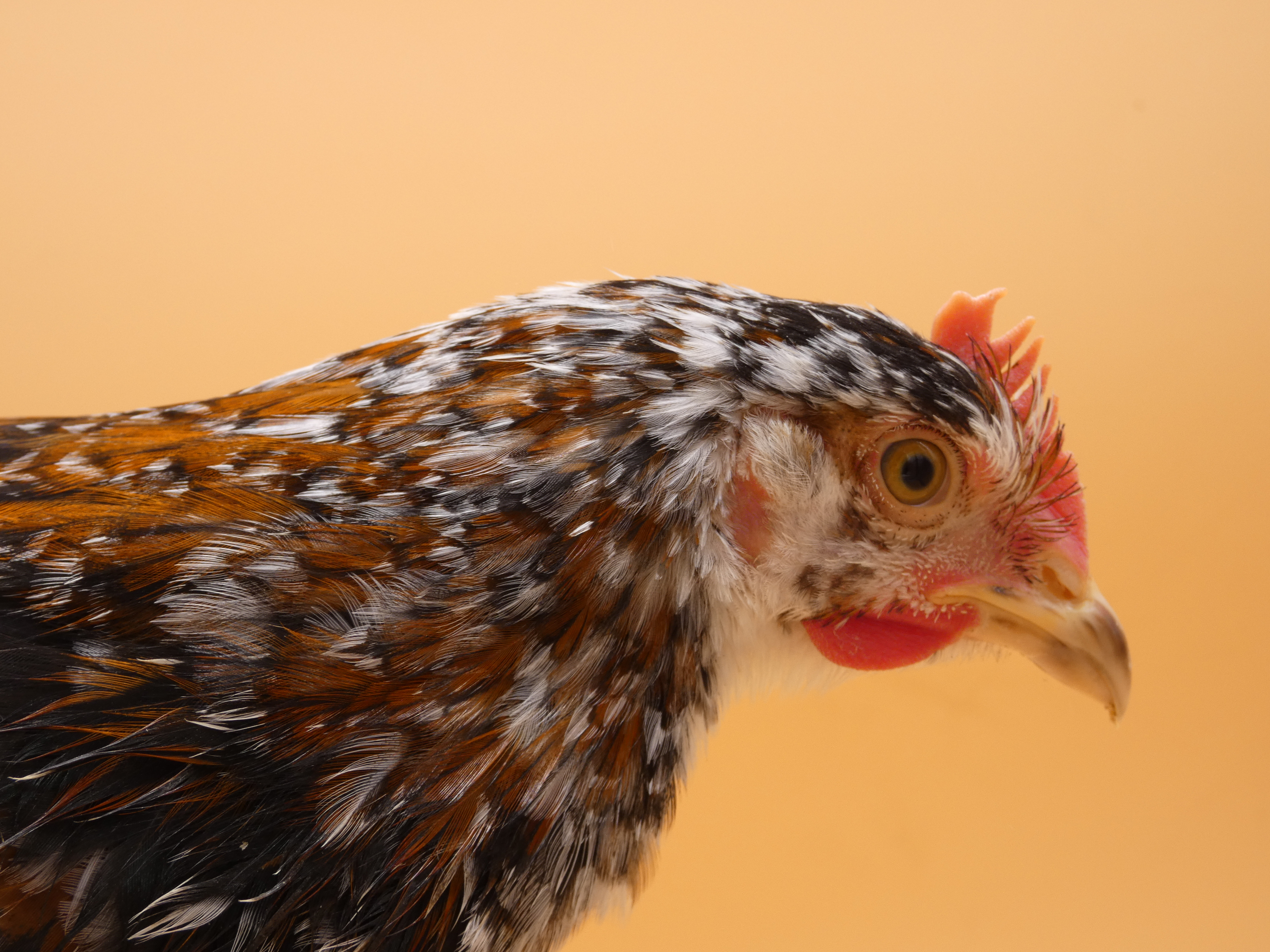
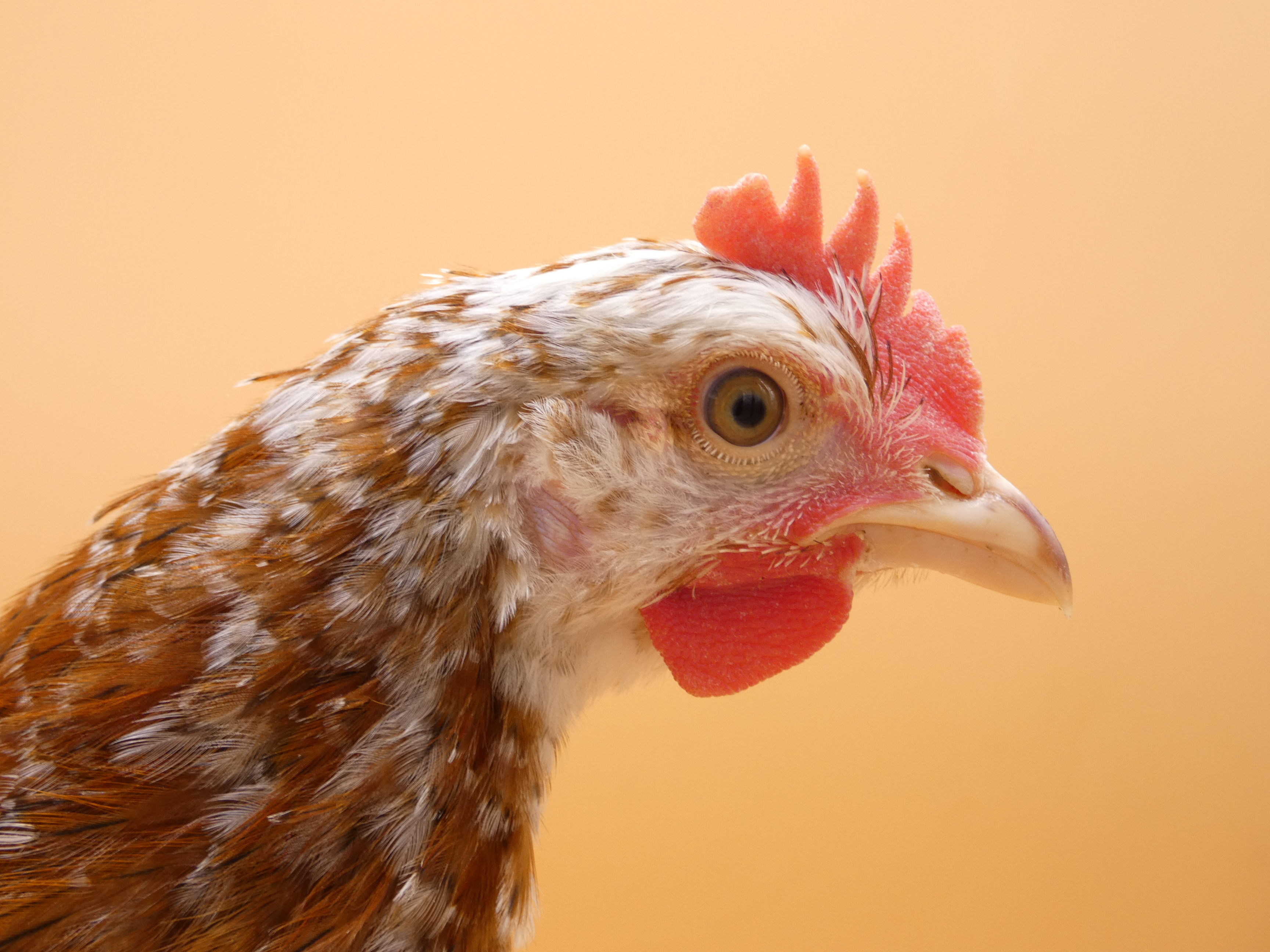
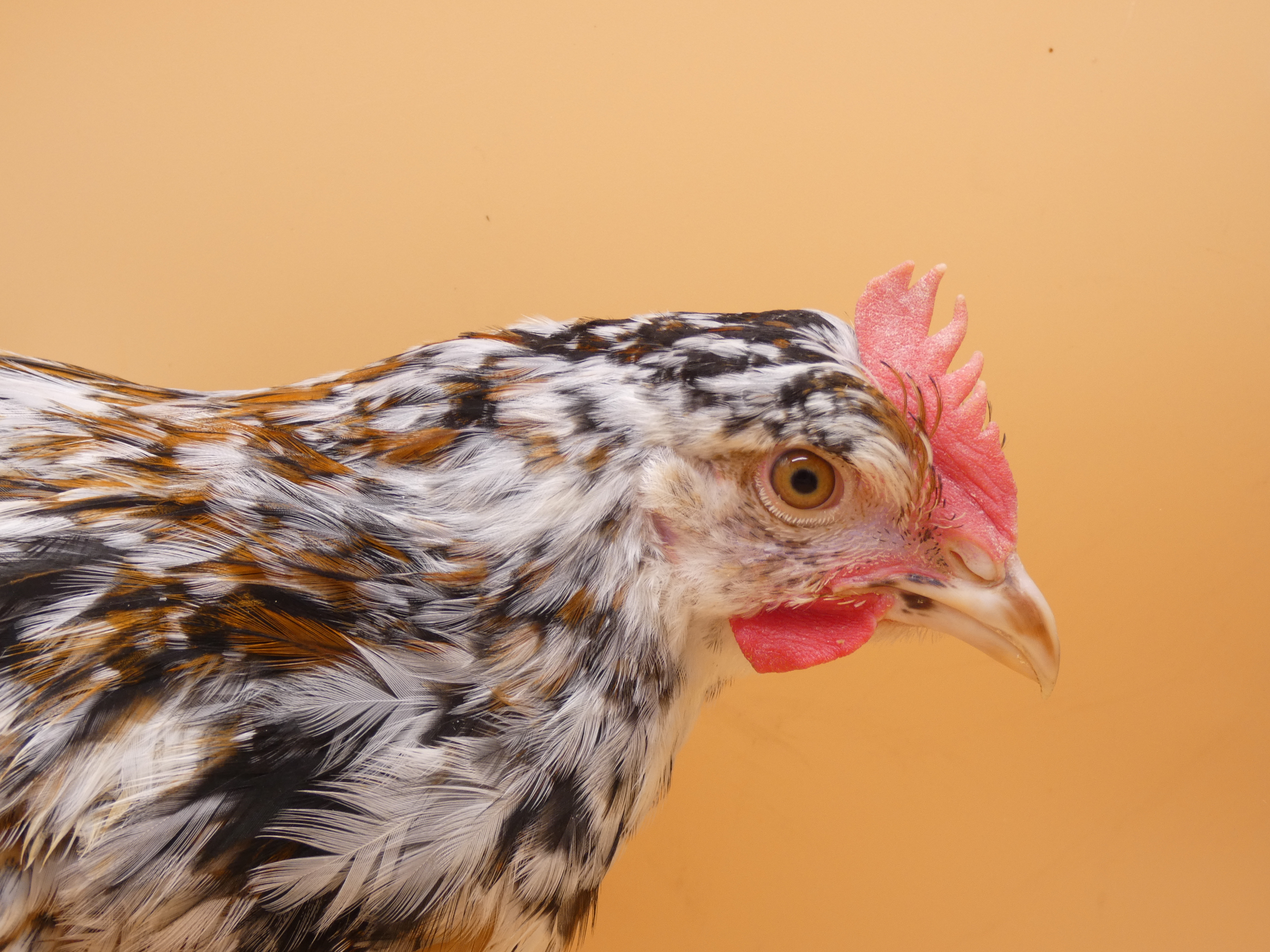
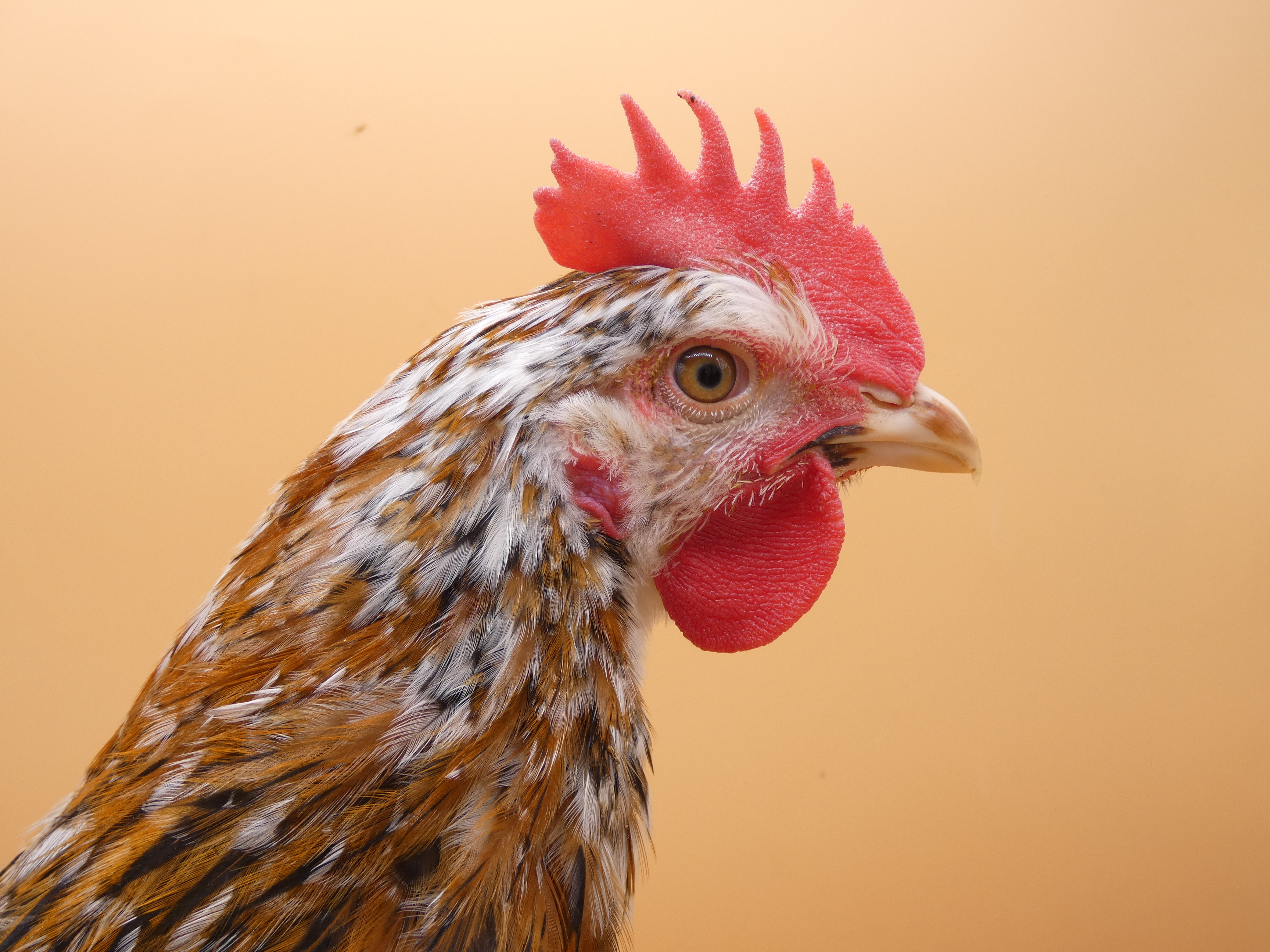
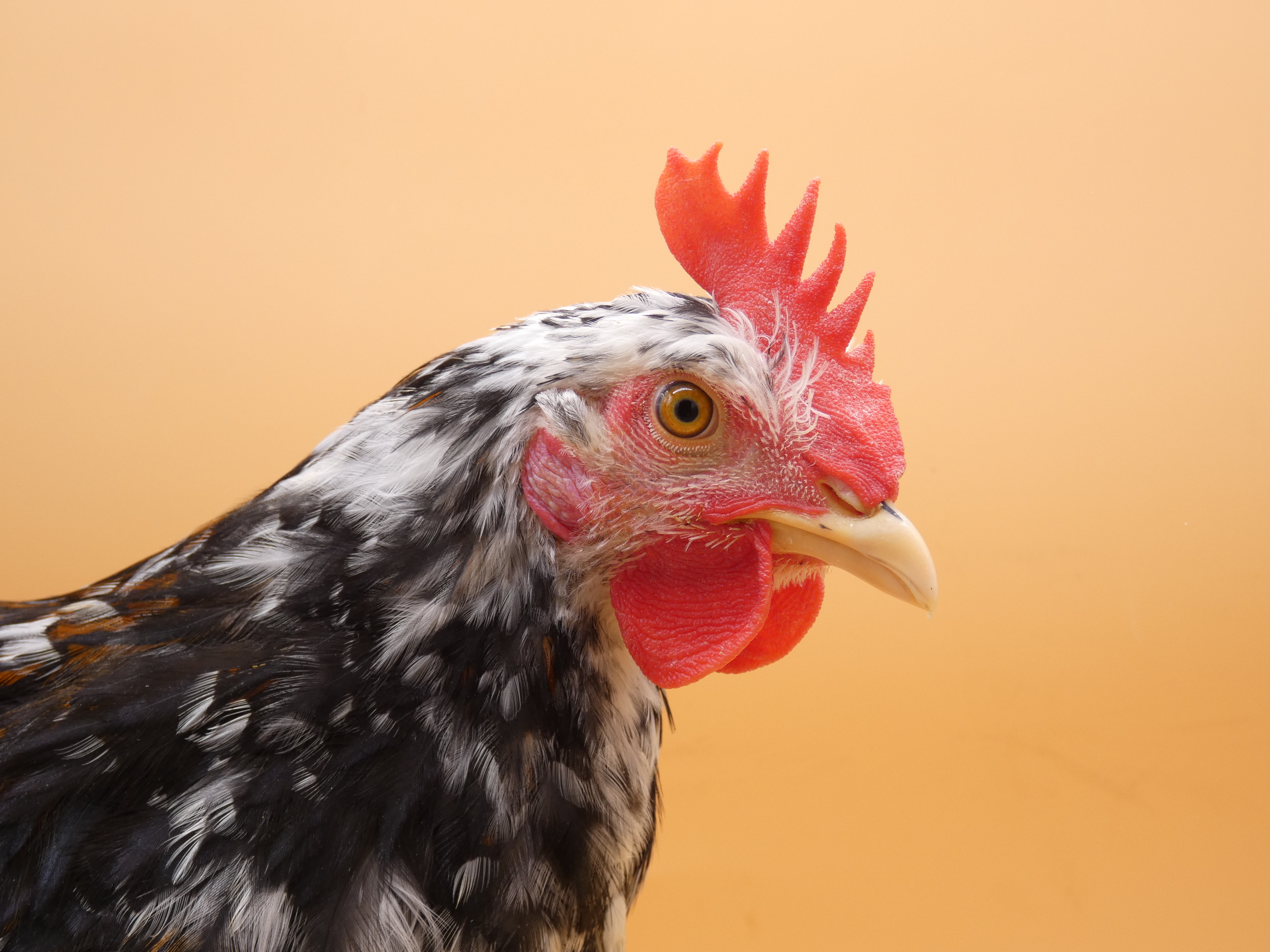

###### Jonge hennen (leeftijd 4-5 maanden oud)

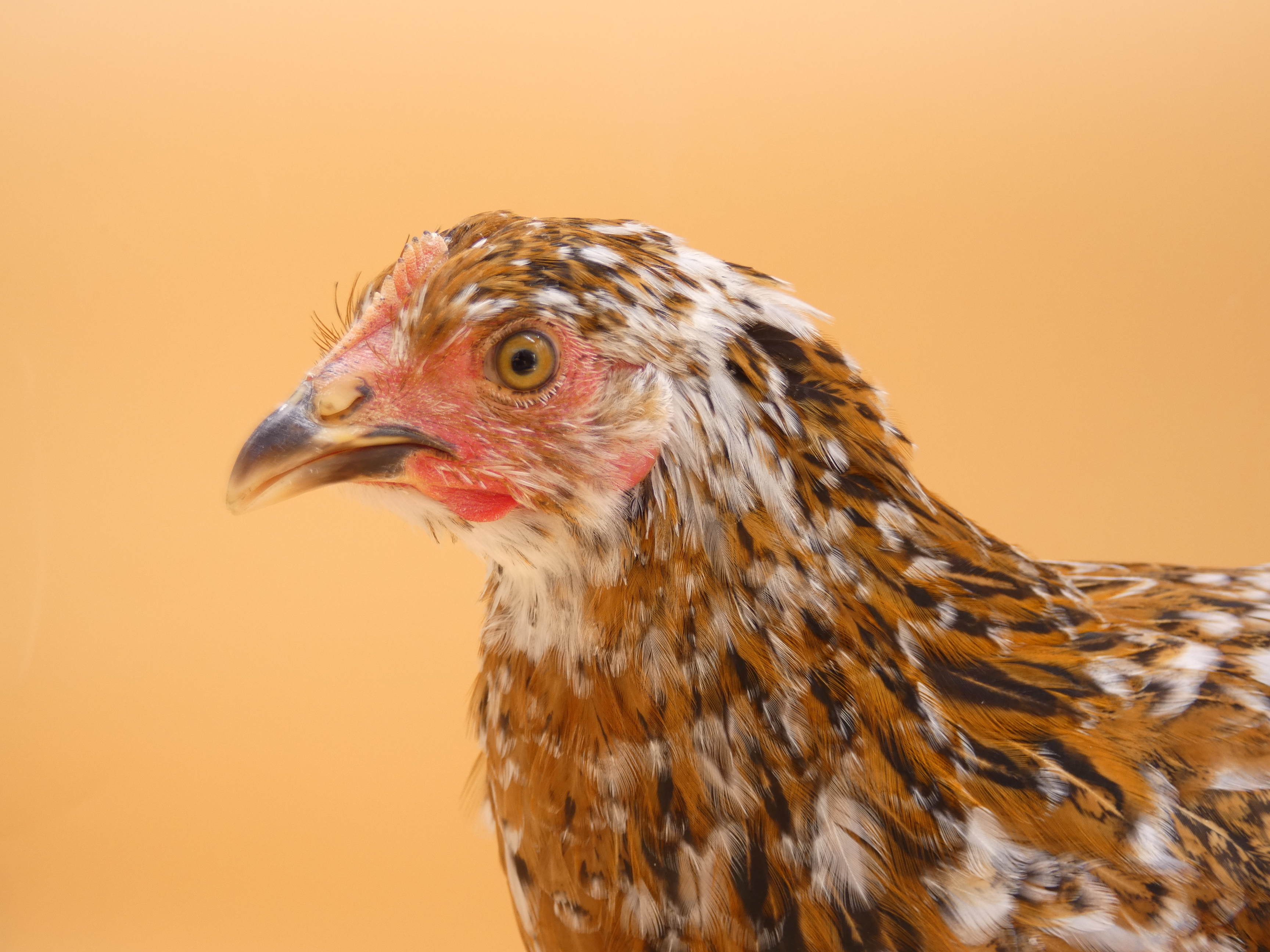
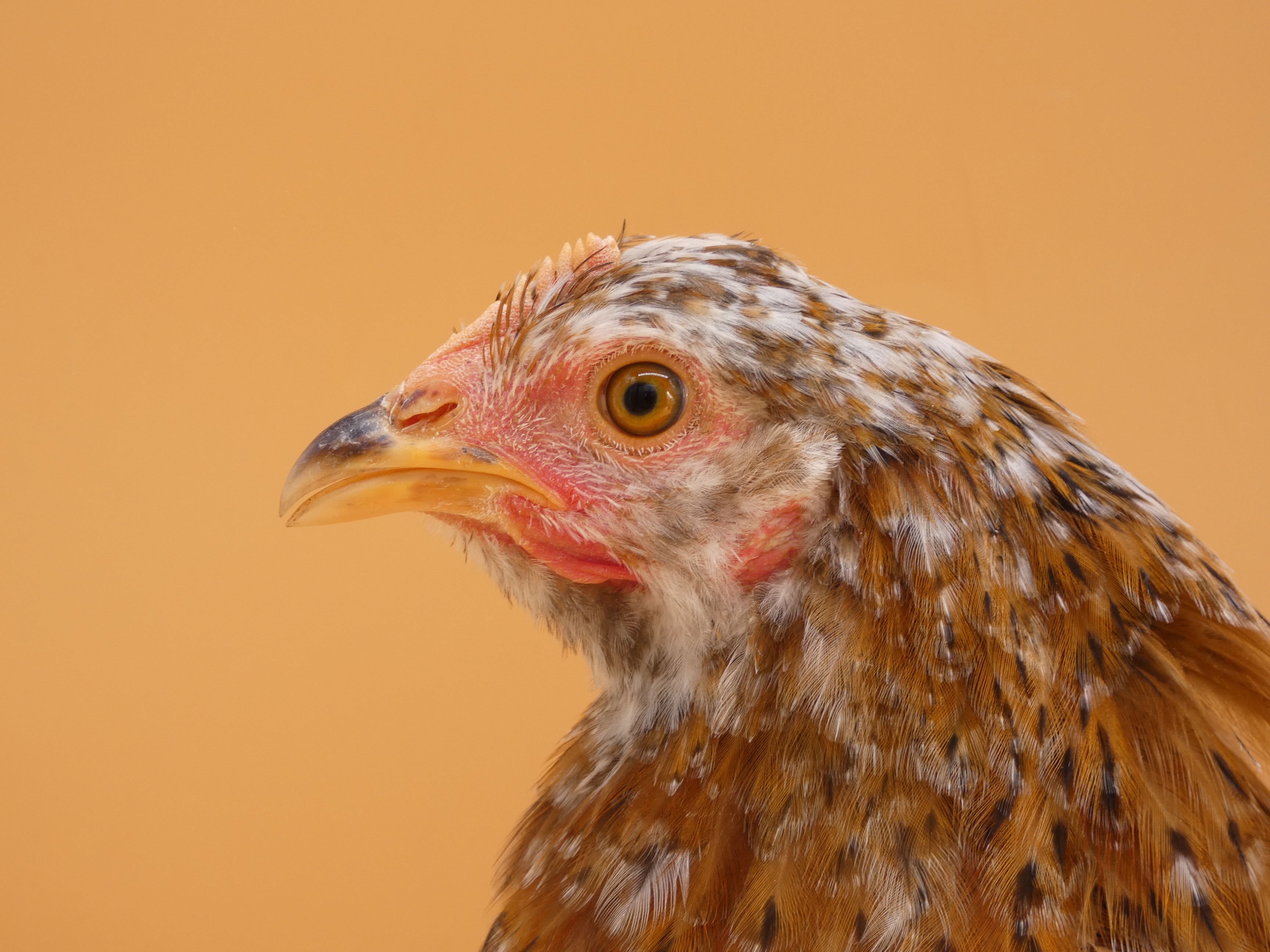
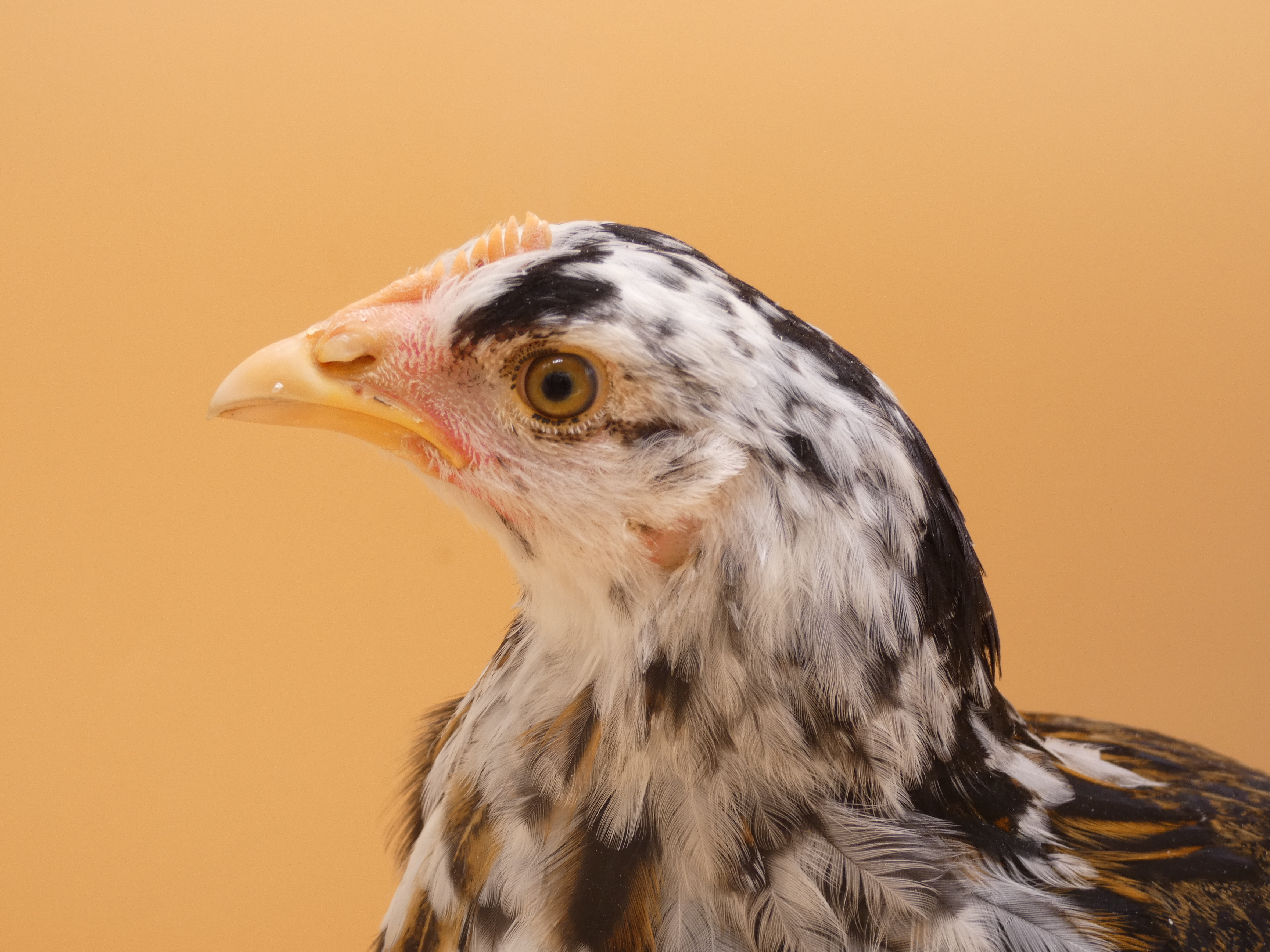
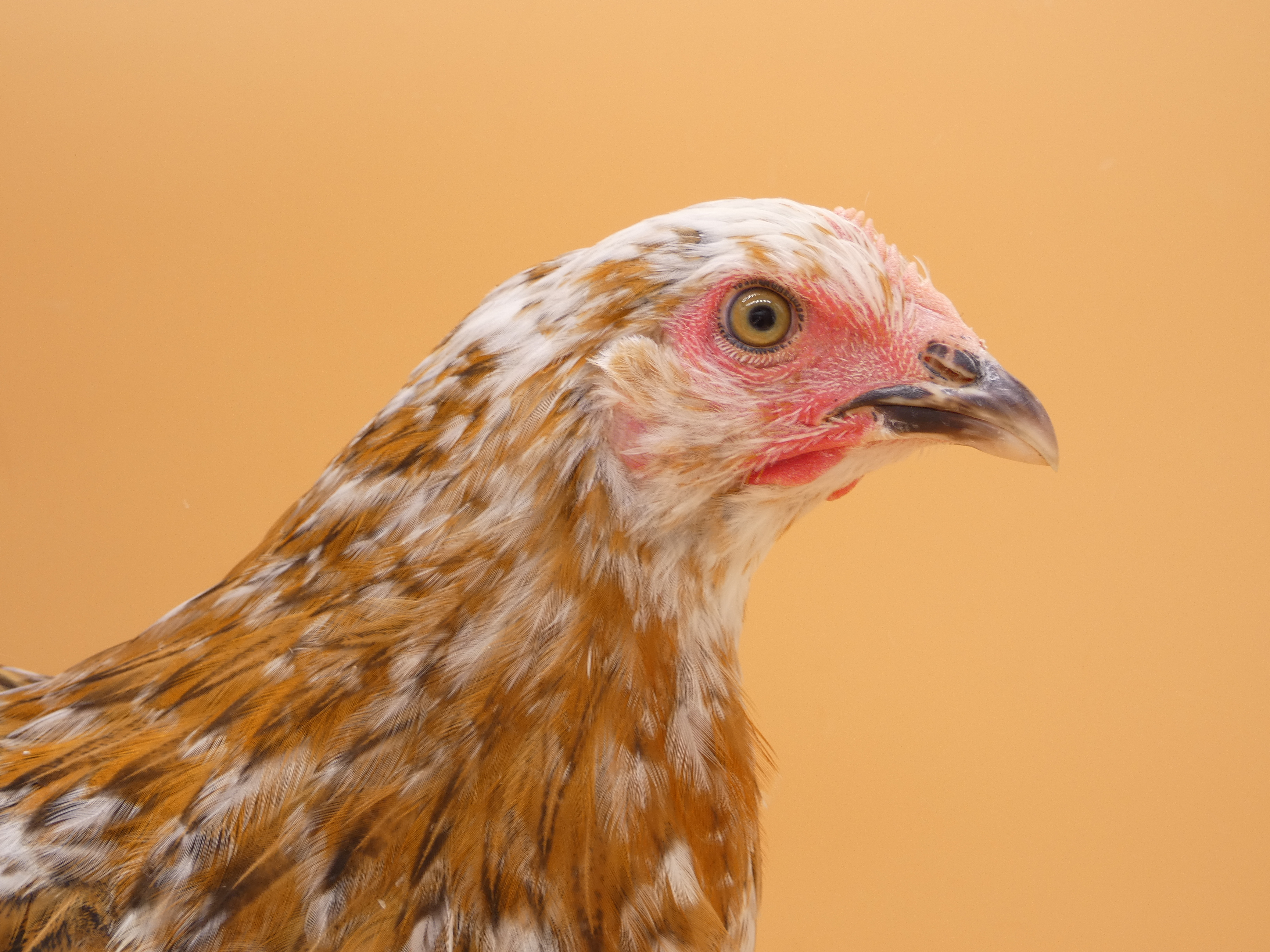
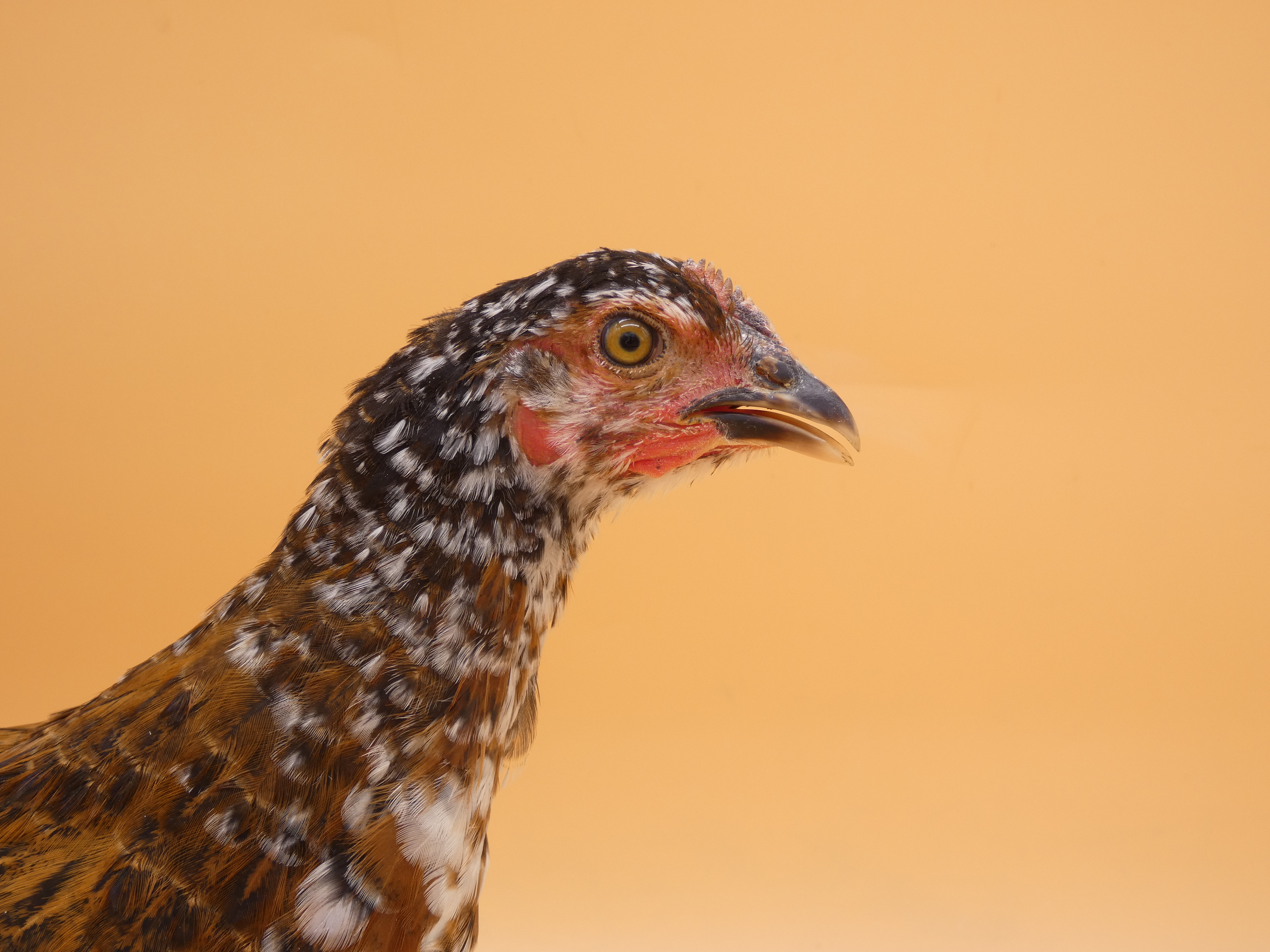

###### Volwassen hanen

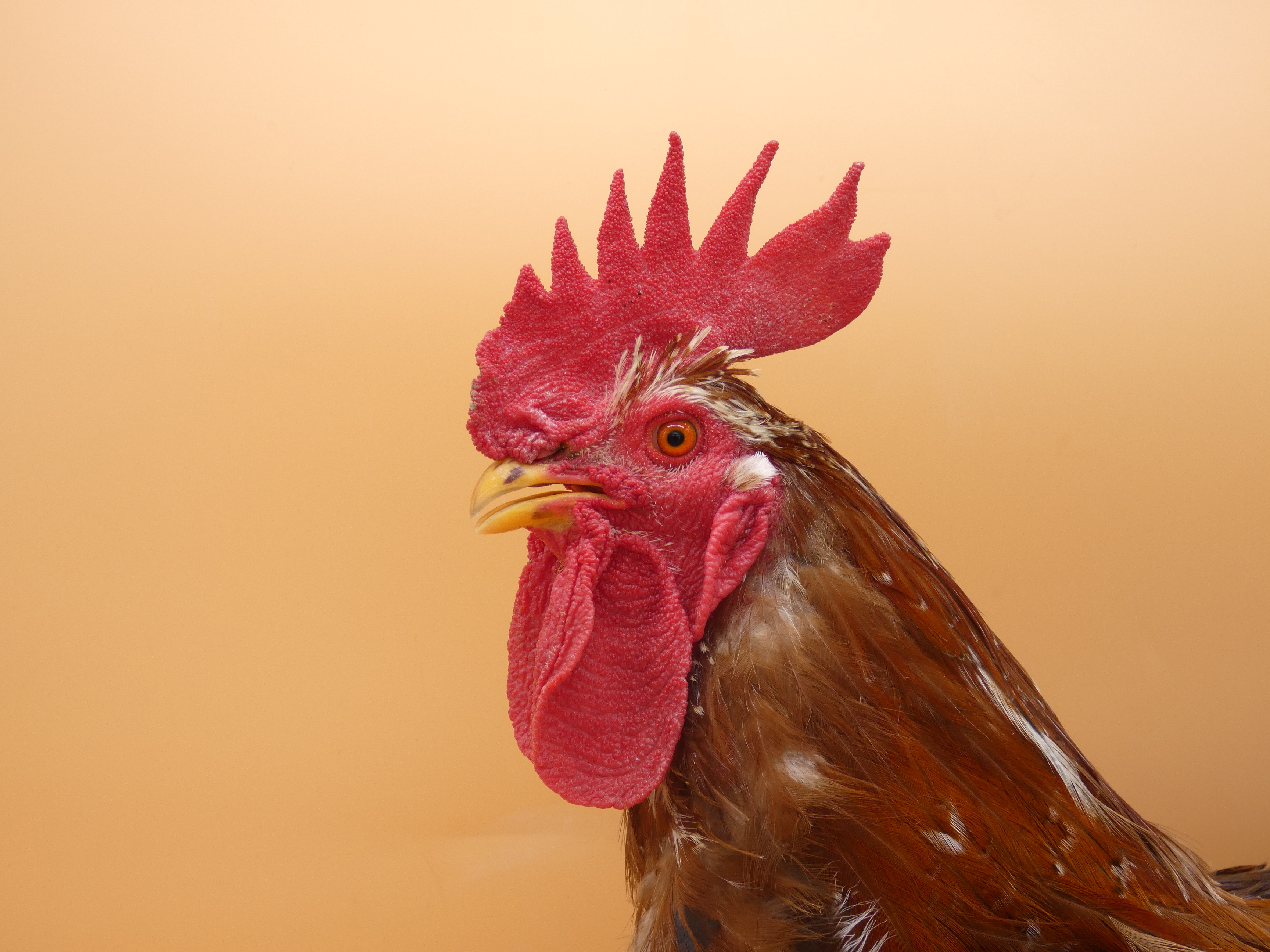
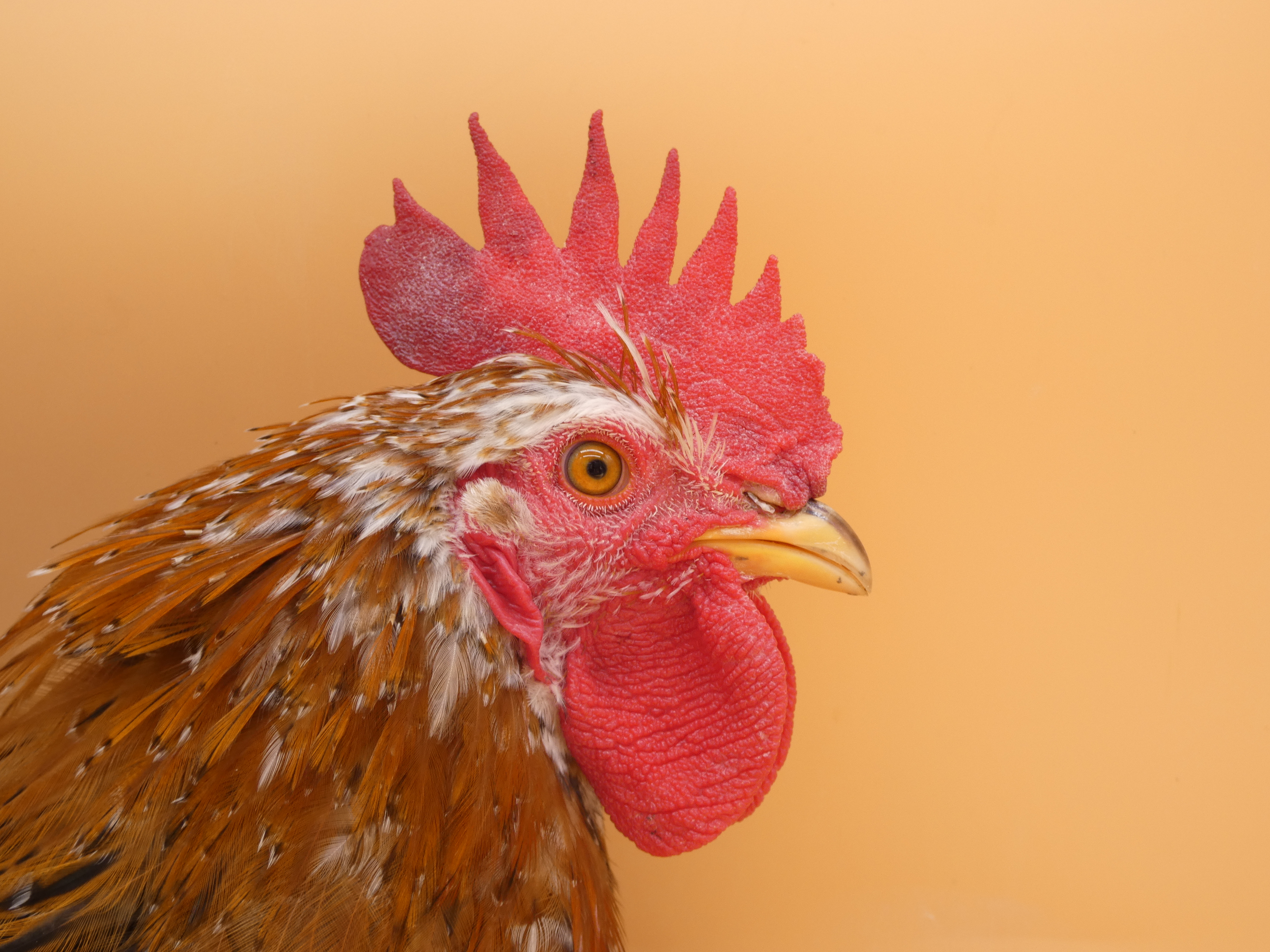
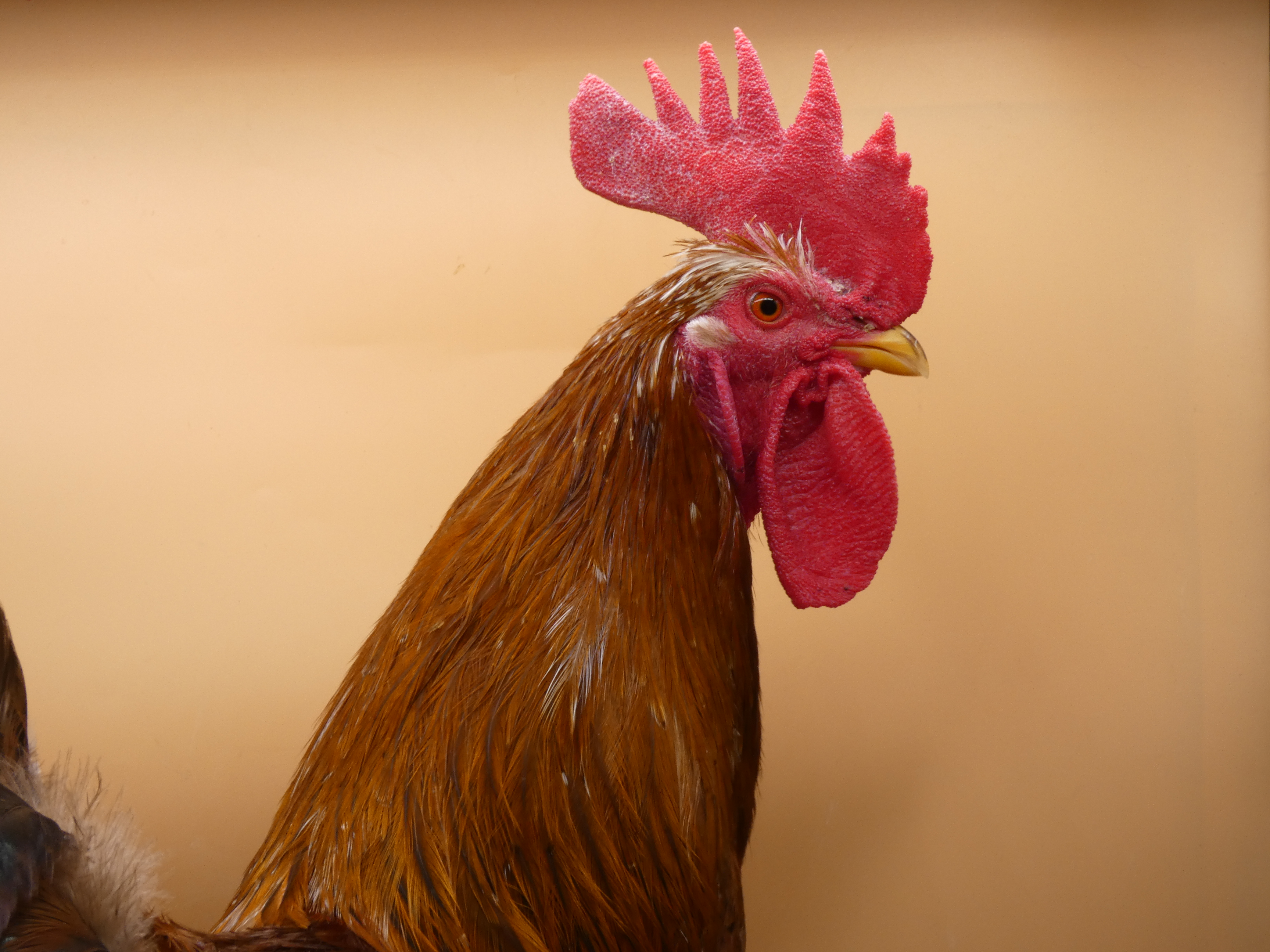

###### Volwassen hennen

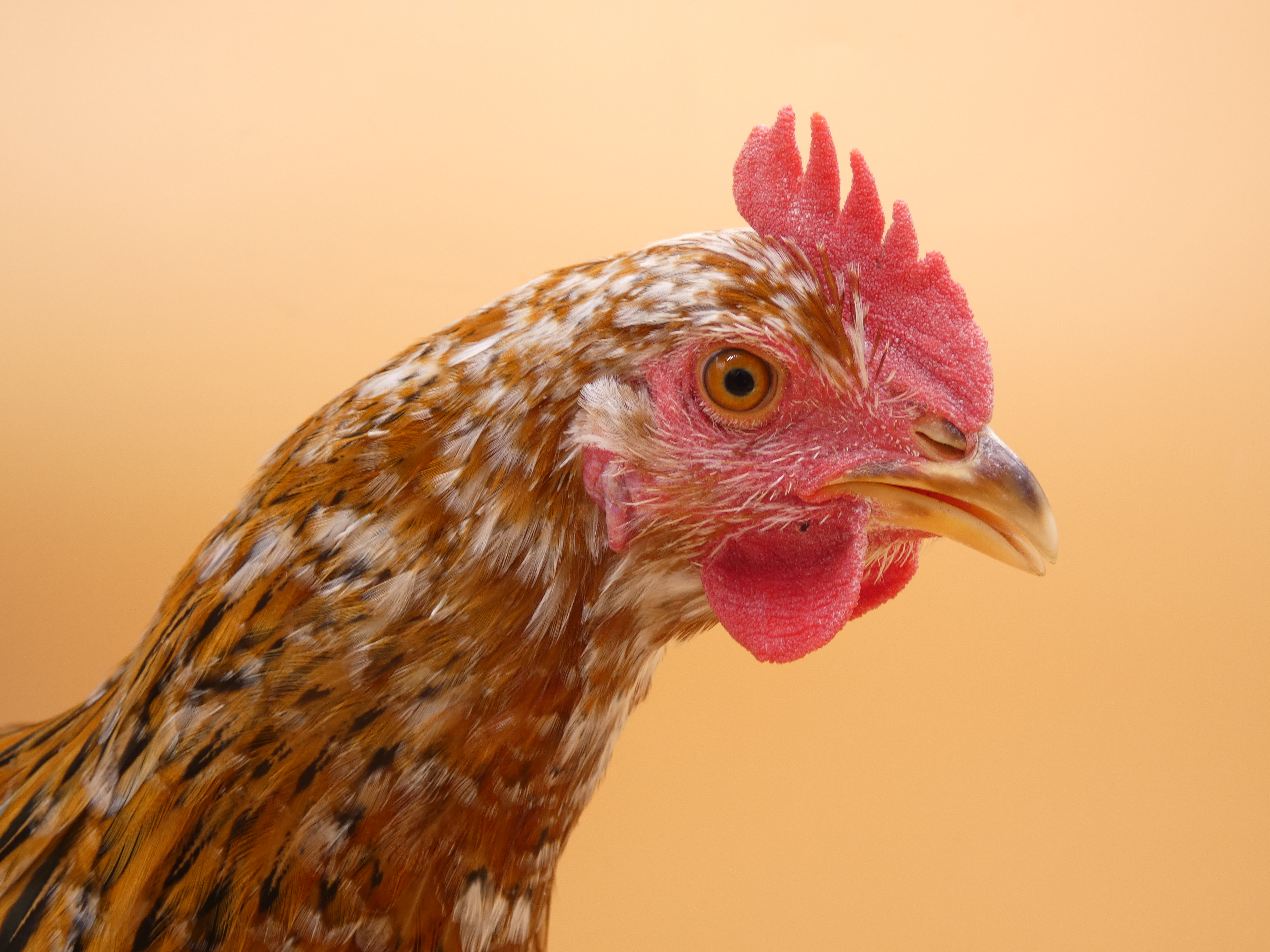
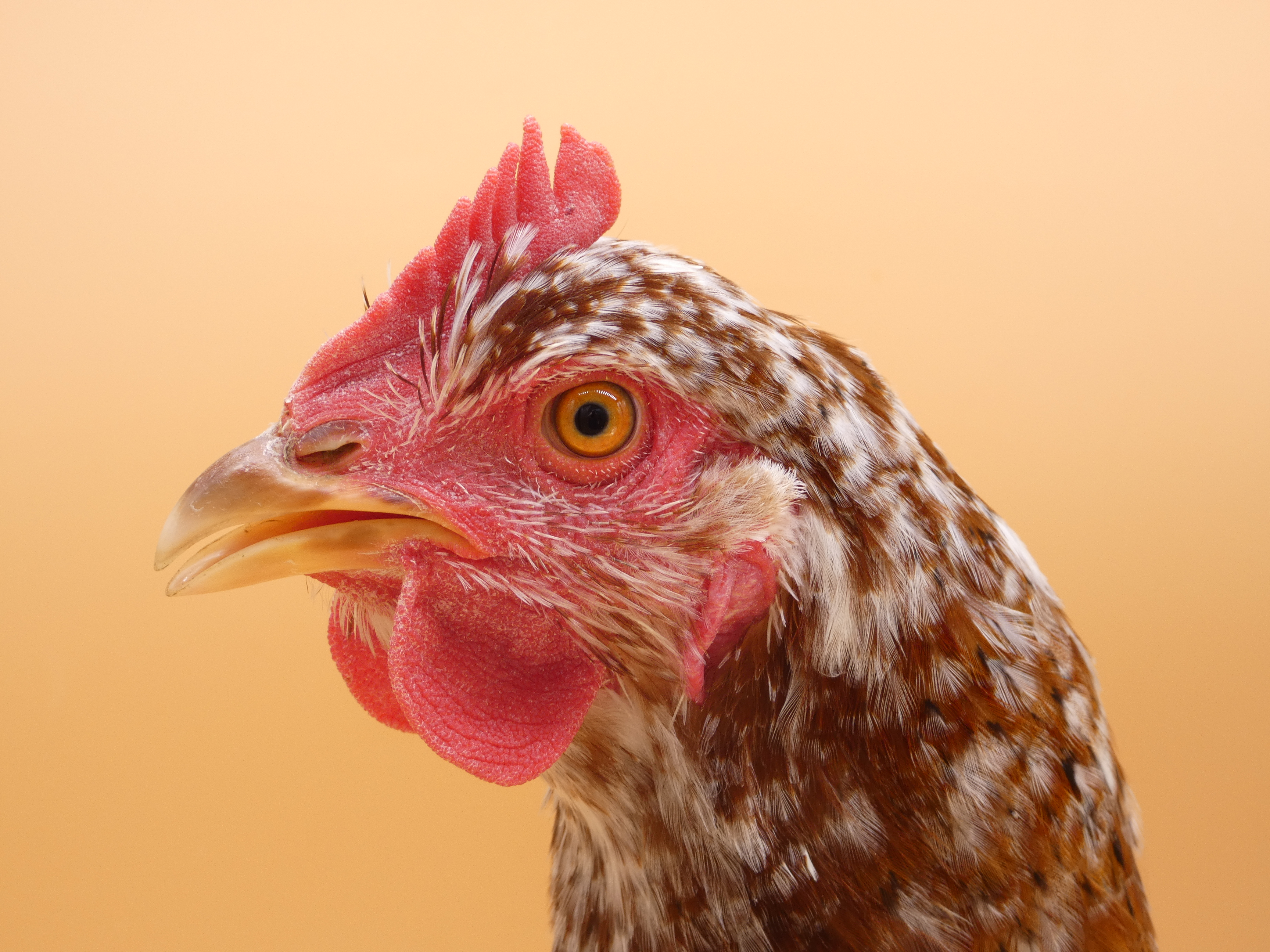
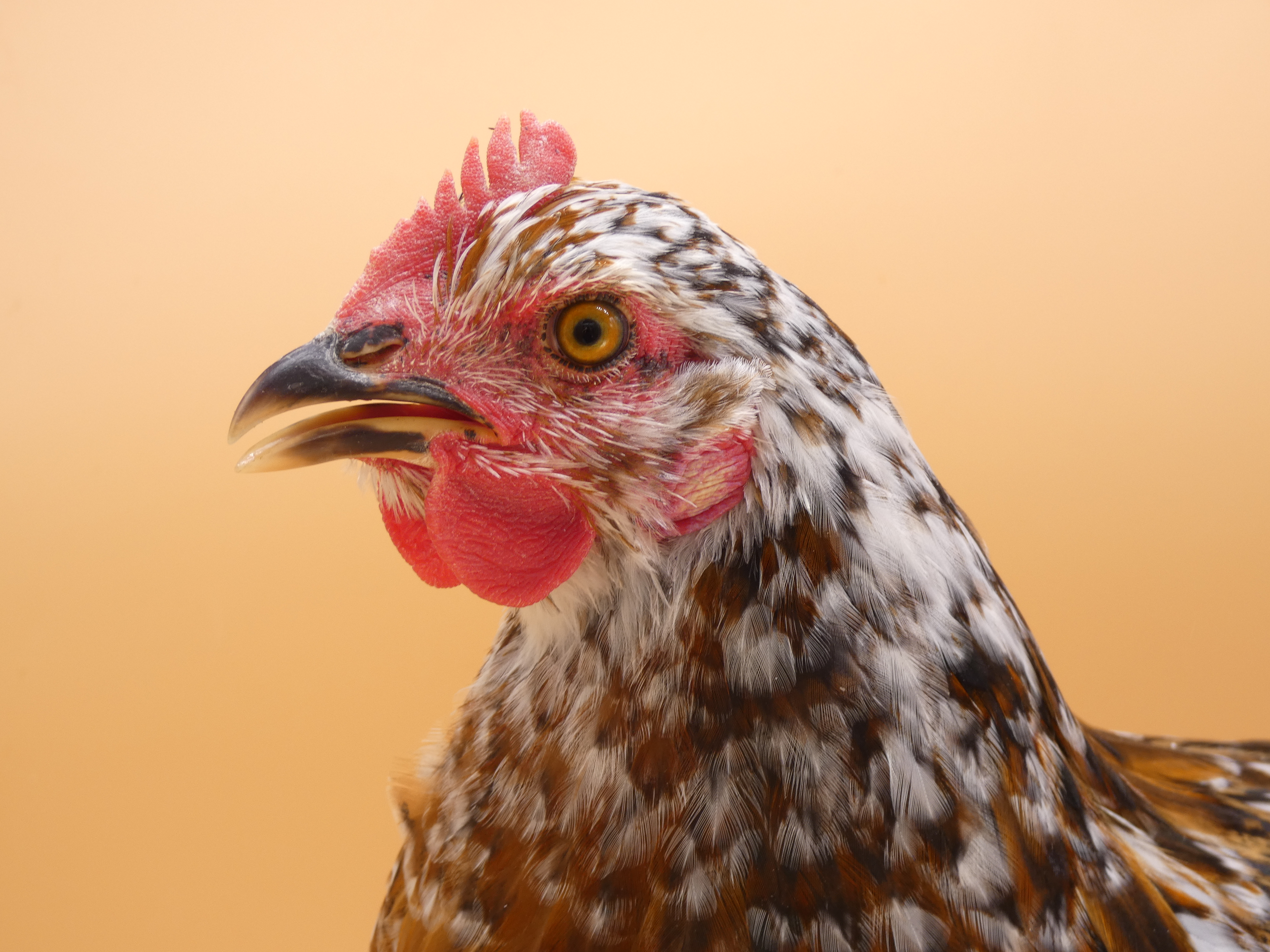
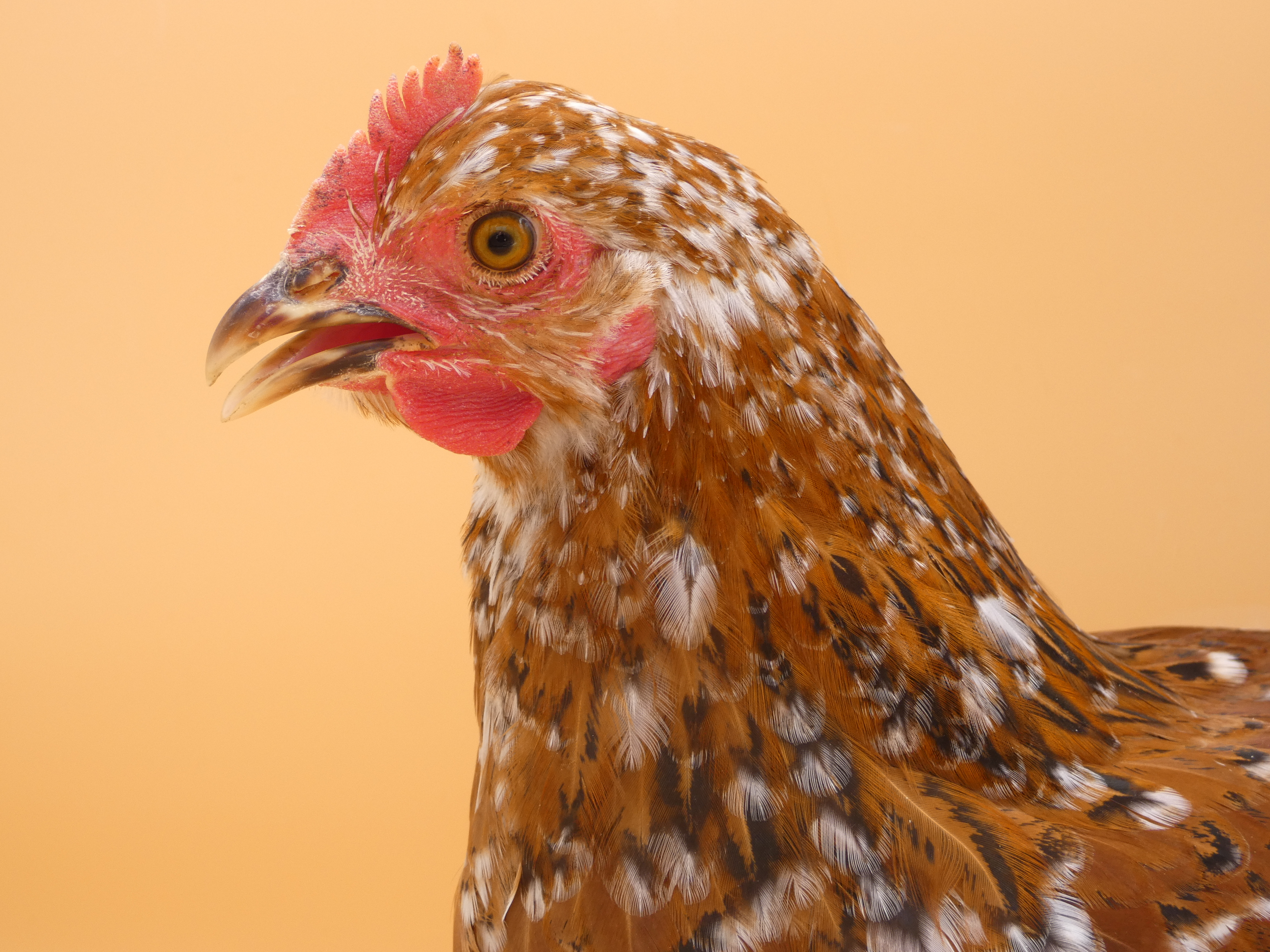

## Nut
De dieren groeien snel en zijn geschikt voor zowel eierproductie als vleesproductie (dubbeldoelras). Ze zijn ideaal voor vrije uitloop en goed bestand tegen zowel warme als koude uitersten.
De eikleur is crèmekleurig. Het eiergewicht schommelt rond 57 g.